# Station Karczew
Station Karczew is een spoorwegstation in de Poolse plaats Karczew.